# Ricard Persson
Ricard Persson, född 24 augusti 1969 i Östersund, är en svensk ishockeyback som vunnit nationella mästerskap i fyra olika länder, på tre olika kontinenter.

## Karriär
Persson spelade sina första säsonger som junior i dåvarande division 1-klubben Östersunds IK innan han 1987, efter J18-EM-guldet med småkronorna, hamnade i elitserielaget Leksands IF, där han slog igenom stort och kom att tillbringa sex raka säsonger (flest av alla de klubbar han spelat för). I J20-VM 1989, som slutade med ett silver för Sveriges del, gjorde Persson 9 poäng på 7 matcher och blev både vald till turneringens bäste back samt uttagen i turneringens All Star Team. Säsongen 1993/94 bytte Persson elitserieklubb till Malmö IF och var direkt med om att föra klubben till deras andra SM-guld. 1995 bar det av till NHL och totalt 229 matcher med i tur och ordning New Jersey Devils, St. Louis Blues och Ottawa Senators. Störst framgång med såväl flest poäng och mest intid hade han i de två sistnämnda klubbarna, där han mot slutet gjorde poäng i nästan var tredje match. Han vann även AHL-slutspelet Calder Cup med New Jerseys farmarlag Albany River Rats (1995) och har dessutom efter NHL-karriären blivit tysk mästare med Eisbären Berlin (2004) och japansk mästare med Oji Hockey från Tomakomai (2008).